# Улица Архитектора Великовского
У́лица Архитектора Великовского — улица в центре Москвы в Красносельском районе от проспекта Академика Сахарова до Орликова переулка.

## Происхождение названия
Улица получила название в июне 2021 года в память о московском архитекторе Борисе Великовском (1878—1937). Наиболее значительные дореволюционные проекты Бориса Великовского можно увидеть в районе Мясницкой улицы, включая здание Госторга (дом 47), доходный дом И. Е. Кузнецова (дом 15) и другие. Кроме того, он является автором генплана посёлка художников «Сокол».

## Описание
Улица начинается от проспекта Академика Сахарова у дома № 3 по Орликову переулку (здание «Дома книги», проект Бориса Великовского), проходит на юго-восток до Орликова переулка параллельно улице Архитектора Рочегова с севера и Домниковскому переулку с юга.